# Rupture du barrage d'Attapeu
La rupture du barrage d'Attapeu est une catastrophe survenue le 23 juillet 2018 dans la province d'Attapeu au Laos.  Le barrage était en construction quand il a cédé. Ce projet est le fruit de la collaboration entre l'État laotien, une entreprise thaïlandaise et deux entreprises sud-coréennes. Situé à quelques kilomètres de la frontière avec le Cambodge et le Vietnam, le barrage devait rentrer en fonction en 2019.
En cédant, les 5 millions de tonnes d'eau ont détruit six villages. Un bilan du 28 juillet indique qu'au moins 29 personnes sont mortes, 1 100 sont disparues et environ 6 600 sans abri.
Un peu plus tôt dans la journée, une demande d'évacuation avait été faite par le maire de la ville qui savait que le barrage annexe était sur le point de céder. Le système laotien n'étant que peu performant, la population n'a pas été prévenue à temps.